# Demetri Terzopoulos

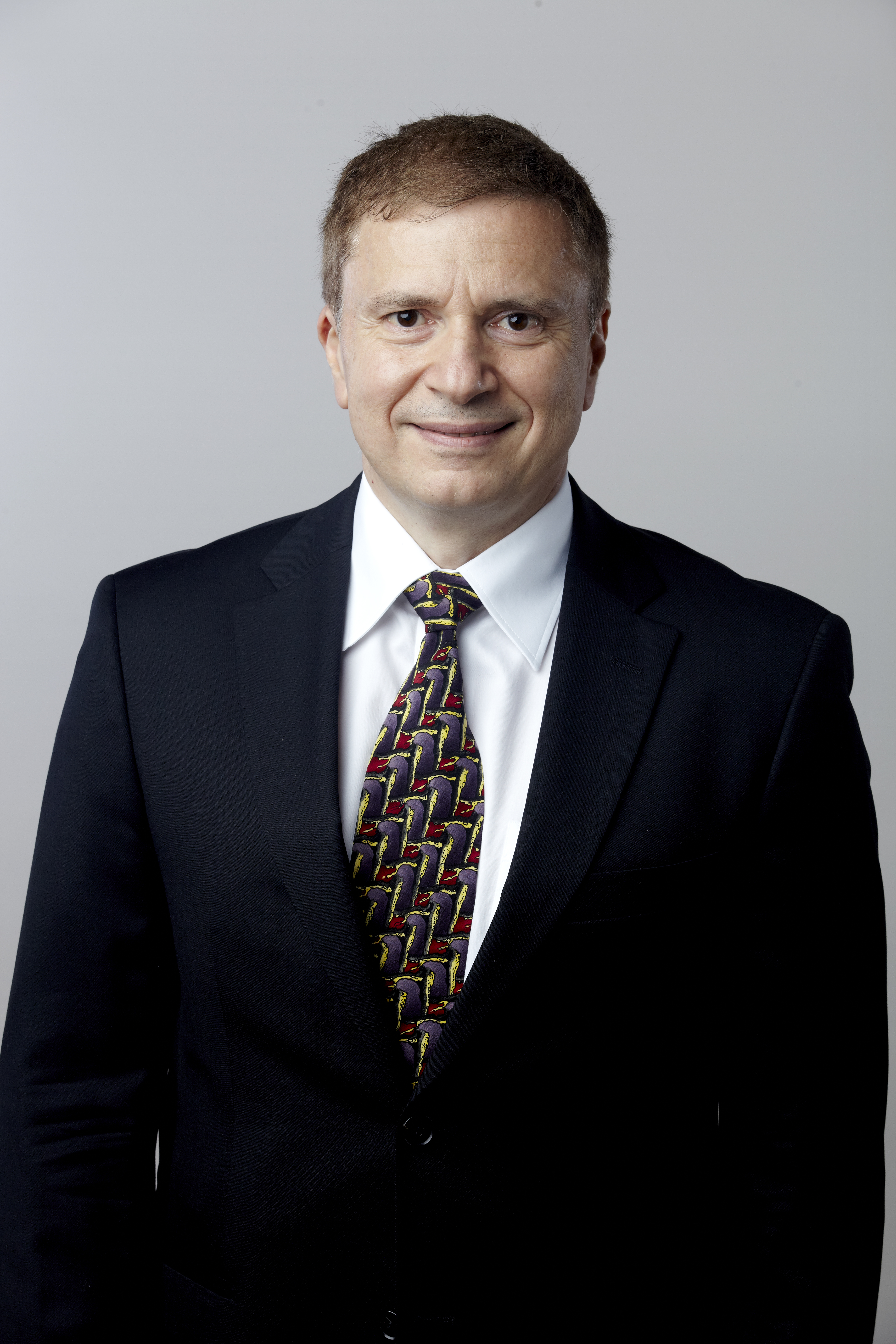
Demetri Terzopoulos

Demetri Terzopoulos ist ein kanadisch-US-amerikanischer Informatiker.

## Leben
Terzopoulos studierte Elektrotechnik an der McGill University mit dem Bachelor-Abschluss 1978 und dem Master-Abschluss 1980 und wurde 1984 am Massachusetts Institute of Technology bei Shimon Ullman und J. Michael Brady promoviert. Die Dissertation Multiresolution computation of visible-surface representations war über die Berechnung von visuellen Darstellungen von Oberflächen. Als Post-Doktorand war er am CSAIL des MIT und bei Schlumberger Research in Palo Alto und Austin, bevor er 1989 Associate Professor und 1995 Professor an der Universität Toronto wurde. Er war ab 2000 Professor am Courant-Institut der New York University (Lucy and Henry Moses Professor) und ab 2005 Professor an der University of California, Los Angeles. Ab 2012 war er Distinguished Professor und er ist Chancellor´s Professor für Informatik. Er ist dort Direktor des Computer Graphics & Vision Laboratory.
Er war Gastprofessor an der Universität Paris-Dauphine, am Institute for Infocomm Research in Singapur, am Almaden Research Center von IBM in San Jose, bei Intel in Santa Clara, am Forschungslabor von Digital Equipment in Cambridge/Massachusetts und am NEC Research Institute in Princeton.

## Werk
Er befasst sich mit Computergraphik, Computersehen, CAD, medizinischer Bildgebung, Künstlichem Leben und Künstlicher Intelligenz. Er ist einer der Entwickler des Algorithmus aktiver Konturen (active contours) und ein Pionier der Entwicklung weiterer deformierbarer Modelle im Computersehen und der Computergraphik. Seine Arbeit hat unter anderem Anwendungen bei Animationen für Filme und Gesichtserkennung. Auf dem Gebiet Künstliches Leben (Artificial Life) kombinierte er Biomechanik, Wahrnehmung, Bewegungskontrolle, Verhalten, Kognition und Lernen für realistische Computersimulationen von Menschen und Tieren, zum Beispiel Simulationen künstlicher Fische.

## Ehrungen und Mitgliedschaften
Für seine Leistungen in der Computeranimation erhielt er 2006 einen Oscar in der Sparte Technik.
2009 war er Guggenheim Fellow. Er ist Fellow der Association for Computing Machinery (ACM), des IEEE, der Royal Society (2014) und der Royal Society of Canada. 2020 erhielt er den Computer Pioneer Award und er erhielt den ersten Computer Vision Distinguished Researcher Award der IEEE. Er gehört zu den hochzitierten Wissenschaftlern (ISI).

## Schriften (Auswahl)
Außer die in den Fußnoten zitierten Arbeiten
- Regularization of inverse visual problems involving discontinuities, IEEE Transactions on Pattern Analysis and Machine Intelligence, 1986, S. 413–424
- mit J. Platt, A. Barr, K. Fleischer: Elastically deformable models, ACM Siggraph 87, Computer Graphics, Band 21, 1987, S. 205–214
- mit K. Fleischer: Deformable models, The visual computer, Band 4, 1988, S. 306–331
- mit K. Fleischer: Modeling inelastic deformation: viscolelasticity, plasticity, fracture, Proceedings of the 15th annual conference on Computer graphics and interactive techniques, 1988, S. 269–278
- mit A. Witkin, M. Kass: Constraints on deformable models: Recovering 3D shape and nonrigid motion, Artificial intelligence, Band 36, 1988, S. 91–123
- The computation of visible-surface representations, IEEE Transactions on Pattern Analysis and Machine Intelligence, Band 10, 1988, S. 417–438
- mit K. Waters: Physically-based facial modelling, analysis, and animation, The Journal of Visualization and Computer Animation, Band 1, 1990, S. 73–80
- mit D. Metaxas: Dynamic 3D models with local and global deformations: Deformable superquadrics, IEEE Transaction on Pattern Analysis Machine Intelligence, Band 13, 1991, S. 703–714
- mit K. Waters; Analysis and synthesis of facial image sequences using physical and anatomical models, IEEE Transactions on Pattern Analysis and Machine Intelligence, Band 15, 1993, S. 569–579
- mit Christopher Brown: Real time computer vision, Cambridge UP 1994
- mit Y. Lee, K. Walters: Realistic modeling for facial animation,  Proceedings of the 22nd annual conference on Computer graphics and interactive techniques, SIGGRAPH 95, S. 55–62
- Herausgeber: Animation and Simulation 95, Proc. Eurographics Workshop Maastricht, Springer 1995
- mit T. McInerney: Deformable models in medical image analysis. A survey, Medical Image Analysis, Band 1, 1996, S. 91–108
- mit A. Singh, D. Goldgof: Deformable models in medical image analysis, IEEE 1998
- mit T. McInerney: T-snakes: Topology adaptive snakes, Medical Image Analysis, Band 4, 2000, S. 73–91
- mit M. Vasilescu: Multilinear analysis of image ensembles: Tensorfaces, European conference on computer vision, 2002, S. 447–460
- Herausgeber mit  Bir Bhanu, Chinya V. Ravishankar, Amit K. Roy-Chowdhury, Hamid Aghajan, : Distributed Video Sensor Networks, Springer 2011